# 仁科氏
仁科氏（にしなうじ）は、日本の氏族。系統は桓武平氏繁盛流（信濃平氏）、清和源氏頼季流乙葉氏族（信濃源氏）の仁科氏の諸説もあるとされる。

## 信濃仁科氏

### 平姓仁科氏
出自は諸説あり、いまだ確定されていない。平安時代末期の治承・寿永の乱前後から史書に登場するようになる。
- 歴史家・小山愛司による『信濃史源考』は、奈良時代に信濃国安曇郡に古代豪族阿倍氏または安曇氏[注釈 1]が定住し、その支族が伊勢神宮の御領「仁科御厨」を本拠としたことを起源とする、という説を紹介している[1]。
- 『信府統記』は、承安の頃、奥州安倍貞任の末裔[注釈 2]の「五郎丸」を名のる者が、仁科城代の荇野谷（かんのや）政治を討ち、仁科の城をのっとった（仁科氏を滅ぼしたわけではない）、という伝承を紹介している[2]。五郎丸は悪逆不道であったため、鎌倉に訴え仲原義治を差し向けたが、これも討たれ、悪逆は増長した[3]。その後、後鳥羽院に仕えた仁科城主の「山田治郎」（盛遠?）の末子（もしくは末孫）で、源義仲に仕えた「山田次郎」によって誅され、五郎丸の首を鎌倉の頼経に謁した、という[注釈 3]。
- 菩提寺の霊松寺の縁起では、永承7年（1052年）平清長が仁科郷領主となり仁科を姓としたという[4]。
- 『岩城仁科系図』によると、平貞盛の後裔の平中方（直方の兄）の子が、仁科盛遠（仁科次郎）を名乗ったことになっている[5]。同系図には、盛遠とその子2人（盛勝（仁科太郎）と盛義（仁科三郎））の3名のみがみえる[5]。盛遠の祖父で僧侶の妙覚は文覚上人の弟子という。一方『平家物語』は、源義仲の家臣に、寿永2年（1183年）の北陸での戦いに参戦している「仁科の次郎」[6]をあげており、『源平盛衰記』によって「仁科次郎」とは「盛家」[7]であることがわかる。盛家は治承3年（1179年）に安曇郡覚薗寺に千手観音を寄進した際に平朝臣と墨書している。さらに『源平盛衰記』には、「仁科太郎・守弘」[8]もみえる。したがって、ここでの「仁科太郎・次郎」は、治承・寿永の乱時のものとは異なる。
- 『飯砂山仁科系図』では、鎌倉幕府滅亡後、平姓関盛長の子である盛忠が仁科城主源義隆の婿となり、文和2年（1353年）に仁科郷領主となったという関氏出身説を採っている。
- 正弘流と称した布施氏、富部氏と越後平氏流と称した信濃和田氏とは同族とされる。

#### 平安・鎌倉時代
伊勢神宮領の仁科御厨の厨司を委任され、自らも開発領主として仁科荘を開発し、この頃には既に安曇郡一帯を治める大豪族として知られた。仁科盛家は木曾義仲の挙兵に従って、横田河原の戦い、倶利伽羅峠の戦いなどで武功を上げ、在洛中は京中警護を行い、水島の戦いで戦死した。信濃源氏高梨盛光の四男盛弘も仁科氏の養子となって義仲挙兵に従う。建久8年（1197年）の源頼朝の善光寺参詣には仁科太郎が供奉している。また義仲に仕えた仁科大助は戸隠山で修験道を究め、戸隠流忍術の祖となったとされる。
盛遠は熊野参詣の折に後鳥羽上皇の知遇を得て西面武士を務めたが、その処遇が一端となって、承久3年（1221年）に承久の乱が起きた。盛遠は上皇方として北陸道に派遣されて越中国で北条朝時の幕府軍と戦い敗死した。暦仁元年（1238年）、将軍藤原頼経の上洛の隋兵を仁科次郎三郎が務めている。建治元年（1275年）5月六条八幡新宮の造営費用が全国の御家人に求められると、信濃国に住む仁科三郎跡は、7貫文を納めた。

#### 室町・戦国時代
建武の新政下では、仁科盛宗（左近大夫将監）が武者所結番第2番の寄人を務めた記録があり（『建武年間記』延元元年四月条）、後醍醐天皇や新田義貞に従い、東海・東山両道から足利尊氏追討軍に参加し、建武2年（1336年）の矢作川の戦いなどに参戦したが（建武の乱）、結果として敗北した。南北朝の争いには南朝に属し、国司堀河光継に従い、近江国坂本に参陣した。
仁科氏重（重貞）は、湊川の戦い後に比叡山に逃れる後醍醐天皇に随身した。貞和4年（1345年）には越後国沼川において新田氏の挙兵に参加したが、同国守護代の長尾氏に鎮圧された。また信濃では宗良親王を奉じ、文和元年（1352年）の武蔵野合戦に出陣したが敗北した。その翌年には、北朝側の守護小笠原長基と争ったが、南朝衰亡によって北朝に帰属した。その後の大塔合戦では仁科盛房が大文字一揆衆を率いて守護軍を圧倒し、小笠原長秀を信濃から追い払う活躍を見せる。寛正6年（1465年）には室町幕府が仁科持盛に安曇郡における国人の知行地押領をやめさせるよう奉書を下している。
応仁元年（1467年）からの応仁の乱では東軍（細川勝元）につく。文明12年（1480年）には仁科盛直が小笠原長朝と穂高川で戦って敗れたが（穂高合戦）、翌文明13年（1481年）諏訪氏に従って長朝の軍を破った。また、長享元年（1487年）からの長享・延徳の乱では、将軍足利義尚の近江守護六角高頼征討に出陣して戦功を挙げた。仁科明盛も永正10年（1513年）に将軍足利義稙が六角征討を再開すると近江に出陣した。
その後、『二木家記』や『小笠原系図』に名前が見られる盛能（道外）は信濃守護となった小笠原長時に従って縁戚関係を結んでおり、天文年間に本格化した甲斐国守護武田氏の信濃侵攻においては小笠原氏や村上氏と同調して武田に抗していた。しかし盛能は、天文17年（1548年）の塩尻峠の戦いを前に戦線離脱し、この戦いで小笠原長時が武田方に大敗する原因となった。
武田方の史料である『高白斎記』によれば天文19年（1550年）に仁科上野介（仁科盛政か）を介して諏訪郡高島で駒井高白斎と会談し、武田氏に臣従している。武田方に帰属した仁科氏は千国街道の流通など支配権益を保障され、道外の孫である盛政の頃には武田被官化するが、永禄4年（1561年）の第四次川中島の戦いの折に一族の間で内紛が発生し、さらに盛政自身も上杉氏に寝返ったとして処刑されたとされる（『甲陽軍鑑』）。しかし永禄10年（1567年）に武田氏配下の諸将が生島足島神社に提出した起請文に「仁科盛政」のものが含まれている。いずれかの理由で仁科氏の正統は絶えた。
武田信玄は信濃攻略において、諏訪氏、海野氏など信濃名族に対して実子に名跡を継がせ親類衆に列して懐柔する方法を行っているが、仁科氏も五男に名跡を継がせた（仁科盛信）。以降仁科氏は平姓を改め、「清和源氏・義光流・武田氏支流」として源姓を名乗った。一方、「仁科氏系譜」によると、仁科盛政の子、盛孝と盛清は信玄の許しを経て飯縄神社の神主「千日次郎太夫」の養嗣となり、天正6年（1578年）に武田勝頼から「仁科勘十郎」を世襲名として与えられ、江戸幕府からも地位と社領を安堵され、神官として明治維新まで存続した。。

#### 系図
北澤繁樹の推定による仁科氏の嫡流の系図
- 仁科盛弘 - 盛家 - 盛遠 - 盛勝 → 承久の乱後の処分で関氏から養子を迎える
- 関盛長 - 仁科盛忠 - 盛国 - 盛房 - 盛豊 - 持盛 - 盛直 - 明盛 - 盛国 - 盛能 - 盛康 - 盛政 → 武田氏が跡目を相続する

#### 仁科衆
また仁科氏の支族には、穂高・等々力・堀金・渋田見（長生寺）・沢渡（須沼）・庄科・古厩・飯森・塩島・小岩嶽・池田・大和田・松川・松田・岡村・日岐（丸山）・真々部・ 鵜山・小宮・耳塚・野口などの各氏があり、戦国時代に仁科盛信の下で「仁科衆」として組織された。
平姓仁科宗家・武田両氏滅亡後、上杉氏に臣従し米沢藩士として仕えた者、小笠原氏に出仕した者に分裂したが、多くは兵農分離で帰農した。

### 源姓仁科氏

#### 仁科信基を出自とする仁科氏
盛信の子の仁科信基なる人物の家系である。天正10年（1582年）の甲州征伐において、盛信の子の信基と小督姫は、松姫に連れられ、後北条家支配下の八王子まで逃れ、後に徳川家旗本となった。
- 仁科盛信（武田晴清） - 信基 - 盛忠 - 信照 - 盛晴 - 盛朝 - 忠盛 - 高信 - 盛次 - 信真 - 定盛 - 盛照 - 信国 - 盛輔 - 盛定 - 信時 - 正盛

#### 「仁科信久」を出自とする仁科氏
徳川旗本の仁科氏も武田の末流を称しており、寛永諸家系図伝の仁科氏の項では「武田の末流」とあった後に信道から系譜が始まっている。寛政重修諸家譜の編纂時に仁科氏より提供された家系図では仁科盛信の四男である信久（式部）、信衡（右近）、信道（勘右衛）と系図が繋がっていたが、100年以上前の寛永年間に提供された家系図に存在していなかったうえ、武田氏の資料に仁科信久なる人物は存在していないことから編纂者は疑うべきであるとして寛永に倣い信道からの系譜を記している。信道の長男・信勝（勘之丞）と次男・信忠（勘右衛門）がそれぞれ旗本として江戸幕府に仕官している。

### 『仁科濫觴記』の記述
『仁科濫觴記』には、平氏以前に存在したとされる仁科氏について記されている。ただし、『仁科濫觴記』は信憑性が乏しいため、史書として用いられることはなく、『大町市史』などにも以下の内容は記されていない。

## 美作仁科氏(1)（清和源氏 仁科氏流）
源姓仁科氏嫡流の14代目当主仁科盛輔の次男盛助の系統。明治時代に岡山県に移住。

## 美作仁科氏(2)（大伴氏・讃岐忌部氏後裔? 詳細は不明）
上記の仁科氏とは別で大伴氏あるいは斎部宿禰（讃岐忌部氏）の一族が奈良時代の頃に美作に土着したとされる。仁科氏が岡山県浅口郡濱中村（現・里庄町）に家を構え、領主の年貢のとりまとめをする庄屋をしていた。また鍛冶を家業としていた系統もある。昭和期の物理学者・仁科芳雄はこの末裔にあたる。この仁科氏は多くの支流を出し、どの系統が美作仁科氏の宗家かは不明である。
明治時代に潰れた後は庄屋・鍛冶をしていた仁科氏達は各地に散らばり、それぞれの道をたどる。そのため、岡山県浅口郡や備前市日生地域には仁科姓が多い。丸に梅鉢または五七桐を家紋にしていた。

## 会津仁科氏
福島県会津若松市に住んでいた仁科氏一族がある。これも美作の仁科氏とは別で清和源氏頼季流乙葉（おとは）氏族としているが詳細は不明である。

## その他の仁科氏
『新撰仁科記』には木曾義仲の子・仁科盛重や平清盛の曾孫・平高清（六代）の子・横瀬盛長の玄孫・仁科盛忠を祖とする系図が記載されている。仁科盛忠は鎌倉時代後期 〜 南北朝時代にかけて存在した人物で、木曾義仲の末裔である仁科義治の妹婿であるとされる。
また会津仁科氏と同族の仁科氏、桓武平氏繁盛流、大伴氏、安部氏など複数の氏族が仁科を名乗っている。